# Jałowiec (Pasmo Mędralowej)
Jałowiec (988 m) – szczyt w Paśmie Mędralowej pomiędzy przełęczą Głuchaczki (830 m) a Mędralową (Beskidek, 1169 m) w Beskidzie Żywiecko-Orawskim. Taką nazwę ma w państwowym rejestrze nazw geograficznych. Na mapie Compassu ma nazwę Mędralowa Zachodnia, w przewodniku turystycznym również Mędralowa Zachodnia i wysokość ok. 1080 m.
Jałowiec znajduje się w grzbiecie górskim, którym przebiega granica polsko-słowacka, a także Wielki Europejski Dział Wodny. Południowe stoki opadają do doliny słowackiego potoku Polhoranka, w północno-zachodnim kierunku natomiast, na polską stronę, odbiega od wierzchołka boczny i kręty grzbiet, który poprzez Małą Mędralową, Jaworzynę, Górę Mrowców, Miziów Groń i Czoło opada do doliny rzeki Koszarawa w Przyborowie. Grzbiet ten oddziela należącą do Przyborowa dolinę potoku Przybyłka od należącej do Koszarawy doliny potoku Bystra.
Jałowiec jest całkowicie porośnięty lasem, ale na południowo-zachodnich stokach istnieje kilka polan, obecnie już nieużytkowanych i stopniowo zarastających lasem. Na wierzchołku skrzyżowanie trzech szlaków turystycznych.
Według regionalizacji Polski opracowanej przez Jerzego Kondrackiego Jałowiec (Mędralowa Zachodnia) znajduje się w Paśmie Jałowieckim należącym do Beskidu Makowskiego. Na mapach i w przewodnikach turystycznych Pasmo Mędralowej zaliczane jest zazwyczaj do Beskidu Żywieckiego, w najnowszej regionalizacji z 2018 roku do Beskidu Żywiecko-Orawskiego. Znajduje się w granicach wsi Przyborów w województwie śląskim, w powiecie żywieckim, w gminie Jeleśnia.

## Szlaki turystyczne
– Główny Szlak Beskidzki na odcinku Babia Góra – Korbielów
- ze schroniska Markowe Szczawiny: 8,2 km, 185 m przewyższenia, ok. 2:50 h
- z przełęczy Głuchaczki: 2,3 km, 195 m przewyższenia, ok. 1:10 h

 – do Przyborowa: 5,7 km, 50 m przewyższenia, ok. 1:45 h (w przeciwną stronę: 530 m przewyższenia, ok. 2:20 h)
 – do Koszarawy-Bystrej: ok. 0:50 h